# Uttendorf
Uttendorf è un comune austriaco di 2 913 abitanti nel distretto di Zell am See, nel Salisburghese.